# La Cène (Girbaud)
Pour les articles homonymes, voir La Cène (homonymie).
La Cène est une affiche publicitaire de Marithé et François Girbaud, représentant douze jeunes femmes et un homme (de dos) dans des positions similaires à La Cène, tableau de Léonard de Vinci mettant en scène le dernier repas de Jésus, mais en remplaçant les apôtres par des femmes.
Cette affiche suscita une polémique à la suite d'un procès intenté par l'association « Croyance et libertés », émanant du haut-clergé catholique, la Conférence des évêques de France.

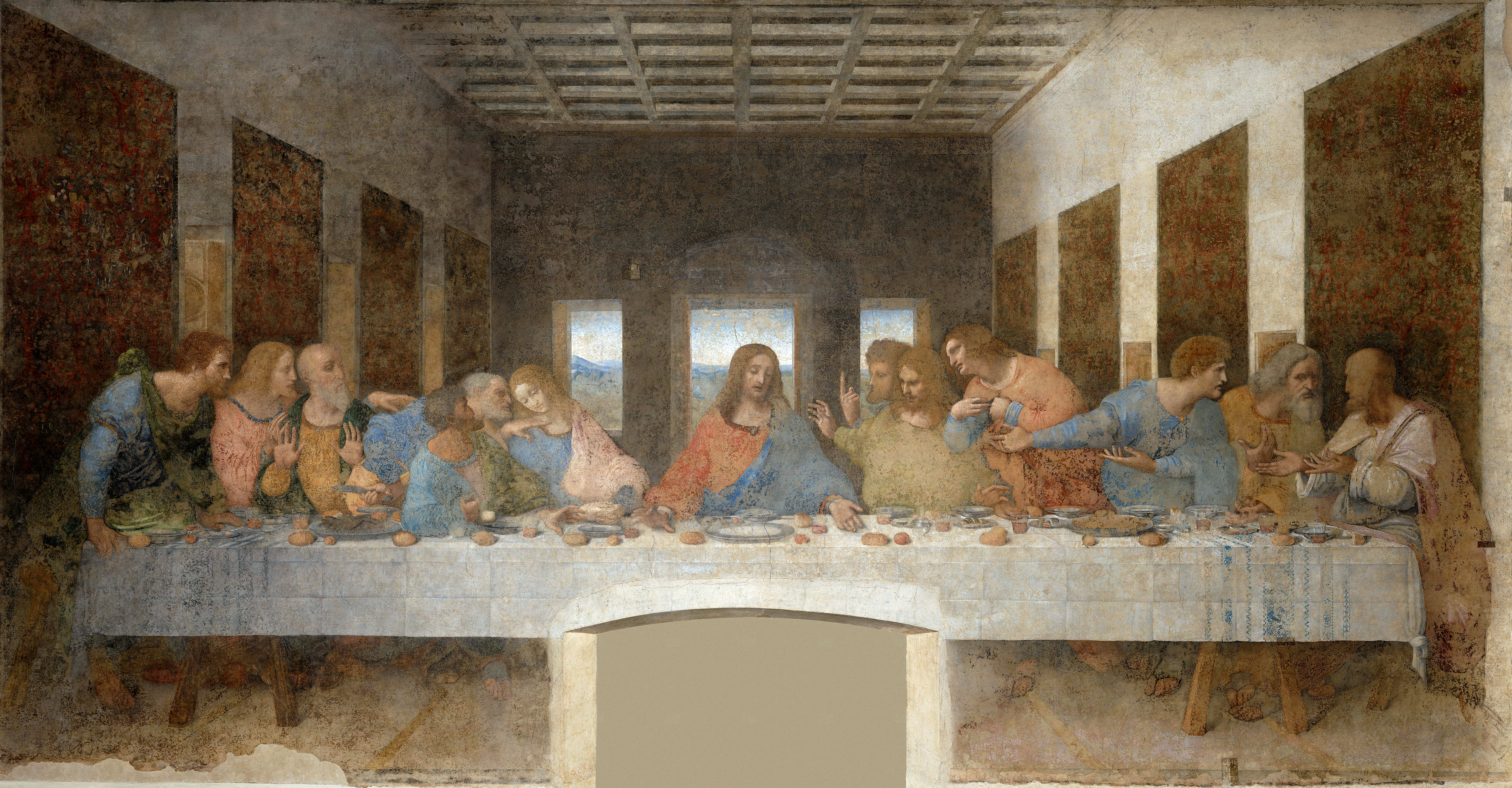
La Cène de Léonard de Vinci

## Procès
Les créateurs perdent le procès en première instance et en appel le 8 avril 2005. Le juge qualifie cette affiche d'« injure » faite aux chrétiens, injure, d'après lui, « au surplus renforcée (...) par l'incongruité de la position du seul personnage masculin, présenté dans une pose équivoque ». Il ordonne que l'affiche soit retirée immédiatement. L’avocate des créateurs, Me Laurence Garnier, a dénoncé une procédure visant à « interdire la liberté d'expression ».
Le tribunal a assorti « cette condamnation d'une astreinte de 100 000 euros par jour de retard, à compter du 3e jour suivant la signification » de cette ordonnance aux parties, qui ajoute que « l'injure ainsi faite aux catholiques apparaît disproportionnée au but mercantile recherché ». La société se défend d'avoir voulu offenser : « Jamais il n’a été dans l’intention de la maison d’offenser qui que soit. »
Les avocats de l'association catholique, Me Thierry Massis et Me Jean-Louis Thieriot, reprochent aux créateurs « d’utiliser une scène sacrée à des fins mercantiles », et une publicité avec des poses « lascives et des plus suggestives ».
La Ligue des droits de l'homme s'est portée partie civile pour « défendre la liberté d'expression ».

Le 14 novembre 2006, la Cour de cassation a annulé l'arrêt de la cour d'appel de Paris du 8 avril 2005 et, statuant sur le fond du litige, a débouté l'association Croyances et libertés : 

« Ne constitue pas un trouble manifestement illicite l'affichage d'une photographie qui se présente comme la seule parodie de la forme donnée à la représentation de la Cène, qui n'a pas pour objectif d'outrager les fidèles de religion catholique ni de les atteindre dans leur considération en raison de leur obédience, de sorte qu'elle ne constitue pas l'injure, attaque personnelle et directe envers un groupe de personnes en raison de leur appartenance religieuse. »